# Касл, Дон
Дон Касл (англ. Don Castle), имя при рождении Марион Гудман-младший (англ.  Marion Goodman Jr ; 29 сентября 1917 года — 26 мая 1966 года) — американский киноактёр 1930—1940-х годов.
Касл исполнил роли второго плана в фильмах «Любовь находит Энди Харди» (1938), «Эти гламурные девушки» (1939), «Северо-западный проход» (1940), «Остров Уэйк» (1942) и «Давка» (1949), а также сыграл главные роли в фильмах нуар «Прилив» (1947), «Розы красные» (1947), «Виновный» (1947), «Невидимая стена» (1947), «Маяк» (1947) и «Я бы не хотел оказаться в твоей шкуре» (1948).
Позднее Касл работал ассистентом продюсера телесериала «Лесси» (1960—1962).

## Ранние годы жизни
Дон Касл родился 29 сентября 1917 года в Бомонте, Техас, его имя при рождении Мэрион Гудман-младший. Он вырос в Хьюстоне, учился в Техасском университете, а затем направился в Калифорнию, чтобы попытать счастья как актёр.

## Актёрская карьера
Скаут по поиску актёров, поражённый внешним сходством 20-летнего Мэриона с молодым Кларком Гейблом, привёл начинающего актёра на студию Metro-Goldwyn-Mayer, где с ним подписали контракт уже как с Доном Каслом.
Касл начал карьеру с двух комедий с Микки Руни «Любовь находит Энди Харди» (1938) и «На Запад с Харди» (1938), где сыграл жениха сестры главного героя. Он также сыграл роль второго плана в комедии «Богатый мужчина, бедная девушка» (1938) с Робертом Янгом и Рут Хасси в качестве члена беспокойного семейства главной героини.
Однако затем карьерный рост Касла замедлился, и он стал появляться только в маленьких ролях (часто без указания в титрах) в таких фильмах, как медицинская мелодрама с Лью Эйрсом «Молодой доктор Килдэр» (1938), детектив с Уолтером Пиджоном «Ник Картер, детектив» (1939), комедия с Эйрсом и Ланой Тёрнер «Эти очаровательные девушки» (1939), музыкальная комедия с Руни «Играйте, музыканты» (1940), романтическая комедия «Призрак приходит в дом» (1940) и мелодрама со Спенсером Трейси и Хэди Ламарр «Я возьму эту женщину» (1940). Он также сыграл незначительные роли в романтической комедии с Джоан Кроуфорд «Сьюзен и Бог» (1940) и вестерне с Трейси «Северо-западный проход» (1940), однако, как отметил историк кино Гэри Брамбург, "интерес к нему со стороны студии уже угас"с.
Касла пригласила студия Paramount Pictures на маленькую роль в музыкальной комедии «Ты тот самый» (1941), главную роль в которой играл популярная в то время исполнительница джазовых и эстрадных песен Бонни Бейкер англ. (Wee) Bonnie Baker. Его второй фильм на Paramount, мелодрама военного времени «Пикирование» (1941), дала, наконец, Каслу шанс показать свой потенциал в качестве исполнителя второй главной роли брата лётчика-испытателя (Ричард Арлен) и его соперника в борьбе за девушку (Джин Паркер), в которую оба влюблены. Касл сильно проявил себя в вестерне «Тумстон: город, слишком суров, чтобы умереть» (1942) с Ричардом Диксом в роли Уайетта Эрпа, где Дон был указан четвёртым в списке актёров. Он также сыграл эпизодическую роль в военной драме Джона Фэрроу «Остров Уэйк» (1942), который был номинирован на четыре «Оскара», и в музыкальной комедии с Бингом Кросби «Звёздно-полосатый ритм» (1942).
Вторая мировая война прервала карьеру Касла, который во время службы снимался в учебных фильмах для Первого подразделения кинофильмов ВВС США.
После увольнения в 1946 году Касл вернулся на Paramount, однако студия не проявила к нему интереса. У него была небольшая роль в военной мелодраме «В поисках ветра» (1946) с Робертом Янгом и роль второго плана в приключенческом триллере «Семеро были спасены» (1947), после чего Касл покинул студию.
Уже работая самостоятельно, Касл получил главную роль в мелодраме студии «бедного ряда» Producers Releasing Corporation (PRC) «Маяк» (1947), где он и его друг, смотритель маяка (его играет Джон Лител) конкурируют за внимание красавицы (Джун Лэнг). За этой картиной последовала гоночная экшн-мелодрама PRC «Рождённый для скорости» (1947), где Касл сыграл одну из главных ролей выдающегося автогонщика, который соперничает за внимание девушки со своим перспективным коллегой.
В том же году Касл перешёл на несколько более крупную студию Monogram Pictures, где у него сложилась крепкая дружба с одной из звёзд студии, актрисой Бонитой Гренвилл. Касл даже был свидетелем на свадьбе Гранвилл с главой студии Джеком Рэтером, которая состоялась в 1947 году.
В 1947 году Касл сыграл на студии главные роли в четырёх фильмах нуар. В фильме «Виновный» (1947), который поставлен по рассказу Корнелла Вулрича, Касл предстал в образе ветерана войны Майка Карра, который влюбляется в девушку по имени Эстель (Бонита Гренвилл). В порыве безумной ревности Майк хочет её убить, однако по ошибке убивает её сестру-близнеца Линду, девушку своего боевого товарища, на которого и падает подозрение в убийстве. Критики дали фильму скромные оценки. В частности, по мнению историка кино Боба Порфирио, «чтобы сделать убедительный фильм по замысловатому сюжету рассказа Вулрича, требуется значительно больший бюджет. Однако, несмотря на плохую актёрскую игру и неинтересную операторскую работу, присущая произведению Вулрича тревожная и беспокойная атмосфера в фильме сохранена. Особенно это верно в неожиданном финале, когда предположительно невиновный герой Майк оказывается виновным. Такой парадоксальный поворот является фирменным приёмом Вулрича и типичным ходом для фильмов нуар». Киновед Спенсер Селби назвал картину «умело выполненным низкобюджетным этюдом сурового городского нуарового пейзажа, в котором любовь сестёр-близнецов к одному мужчине приводит к убийству». Как считает Шварц, «неожиданное окончание фильма вряд ли убедительно, его содержание — вряд ли оригинально, а актёрская игра довольно скованна. Тем не менее, этот дешёвый фильм студии Monogram интересен своими сюжетными поворотами и довольно увлекателен, следуя за тёмной стороной главных персонажей в точном соответствии с каноном фильма нуар».
В фильме нуар «Розы красные» (1947) Касл сыграл роль молодого прогрессивного прокурора, которого похищает мафия, подменяя его внешне не отличимым уголовником, только что вышедшим из тюрьмы. Хотя, по словам обозревателя «Нью-Йорк таймс» Босли Краузера, Касл «в роли бывшего заключённого ничем не отличается от Касла в роли честного окружного прокурора», современные кинокритики положительно оценивают как сам фильм, так и игру Касла. В частности, в рецензии журнала TV Guide отмечено, что «фильм неправдоподобный, но хорошо смотрится благодаря отличной игре Касла». Рецензент Noir of the Week пришёл к заключению, что «это на удивление искусный, хорошо сделанный нуар о двойниках», который «достаточно хорош для фильма категории В. У него приличная история, хорошая актёрская игра, режиссура на уровне выше ожидаемого и приятная нуаровая картинка».
В фильме «Прилив» (1947) Касл сыграл бывшего журналиста, ставшего частным детективом, который распутывает сложную интригу с убийствами в руководстве крупной газеты из Лос-Анджелеса. В фильме компании Sol M. Wurtzel Productions «Невидимая стена» (1947) Касл был профессиональным карточным игроком, который проигрывает в Лас-Вегасе крупную сумму, полученную от мафии, после чего все его попытки возместить потери приводят к тому, что его обвиняют в убийстве.
В 1948 году Касл сыграл вторую главную роль в комедии об искателях нефти «Напасть на золотую жилу» (1948) с Гренвилл и Родом Камероном, а также исполнил главную роль в фильме нуар «Я бы не хотел оказаться в твоей шкуре» (1948), который был снят по рассказу Вулрича. В этой ленте Касл предстал в образе бедного танцора, которого приговаривают к смертной казни за убийство, однако его жена (Элиз Нокс) проводит самостоятельное расследование и находит настоящего убийцу. Кинокритик Боб Порфирио заключил, что это «довольно стандартный фильм Monogram, грамотно снятый и сыгранный актёрами», а Крейг Батлер назвал картину «не самым значимым фильмом нуар», который «очевидно сделан на скромный бюджет». Тем не менее, критик заключил, что фильм «доставит удовольствие поклонникам нуара, которых интересует что-то не очень широко известное». А то, что фильм поставлен по книге Вулрича, «подразумевает довольно замысловатый сюжет и погружение в паранойю».
В течение 1948—1949 годов Касл сыграл главные роли и роли второго плана в нескольких менее примечательных картинах, среди них криминальная мелодрама Monogram «Опасные воды» (1948), где Касл был киллером мафии, который начинает симпатизировать своей жертве и в итоге становится на его защиту, криминальная мелодрама Republic Pictures «Мадонна пустыни» (1948), детективная комедия студии Хэла Роуча «Кто убил Дока Роббина?» (1948) и независимый вестерн «Давка» (1949) с Камероном и Гейл Сторм.
После этого Касл подписал контракт на три фильма с небольшой частной студией Lippert Productions, однако в итоге вышел только один из них, криминальный триллер «Механизированный патруль» (1950). Когда предложений о съёмках в кино практически не стало, Касл сыграл несколько ролей в теленатологиях «Серебряный театр» (1950) и «Театр „Бигелоу“» (1951). В 1957 году Касл сыграл небольшие роли в вестернах «Большая земля» (1957) с участием Алана Лэдда и «Перестрелка у корраля О-Кей» (1957) с Бертом Ланкастером и Кирком Дугласом, после чего завершил актёрскую карьеру.

## Последующая жизнь и карьера
В начале 1950-х годов Касл вместе с женой открыл в Палм-Спрингс популярный дом отдыха, которым управлял в течение семи лет.
В 1958 году Джек Рэттер назначил Касла президентом своей продюсерской компании International Television Corporation, а в 1960—1962 годах Касл исполнял обязанности ассистента продюсера принадлежавшего Рэтеру классического семейного телесериала «Лесси». В этом качестве Касл принял участие в производстве 63 эпизодов сериала.

## Актёрское амплуа и оценка творчества
Как написал историк кино Гэри Брамбург, Касл был «красивым актёром с тёмным цветом волос», обладавшим «свежей привлекательностью и многообещающим талантом», однако «этого оказалось не достаточно, чтобы достичь вершины славы». В конце 1930-х годов студия Metro-Goldwyn-Mayer стала готовить Касла к звёздному статусу, однако в течение нескольких лет он продолжал играть малопримечательные характерные роли, играя как представителей закона, так и подозрительных личностей в криминальных фильмах и вестернах. Лишь в 1947—1949 годах Каслу удалось сыграть главные роли в нескольких малобюджетных фильмах нуар, после чего его карьера пошла на спад.

## Личная жизнь
Касл был женат дважды. Со своей второй женой Зеттой актёр прожил с 1947 по 1962 год. В браке родилось двое детей (Гретчен и Этти), однако брак закончился разводом.

## Смерть
В последние годы жизни Касл страдал от депрессии, незадолго перед смертью он попал в автоаварию. Он умер 26 мая 1966 года в Голливуде в возрасте 48 лет от передозировки лекарств.

## Фильмография
| Год  |     | Русское название                            | Оригинальное название                | Роль                                                 |
| ---- | --- | ------------------------------------------- | ------------------------------------ | ---------------------------------------------------- |
| 1938 | ф   | Любовь находит Энди Харди                   | Love Finds Andy Hardy                | Деннис Хант                                          |
| 1938 | ф   | Богач, бедняжка                             | Rich Man, Poor Girl                  | Фрэнк                                                |
| 1938 | кор | Люди в страхе                               | Men in Fright                        | санитар в больнице                                   |
| 1938 | ф   | На Запад с Харди                            | Out West with the Hardys             | Деннис Хант                                          |
| 1938 | ф   | Молодой доктор Килдэр                       | Young Dr. Kildare                    | доктор Бейтс (в титрах не указан)                    |
| 1939 | ф   | Эти очаровательные девушки                  | These Glamour Girls                  | Джек                                                 |
| 1939 | ф   | Быстрый и свободный                         | Fast and Loose                       | клерк в офисе (в титрах не указан)                   |
| 1939 | ф   | Гром на море                                | Thunder Afloat                       | радиооператор (в титрах не указан)                   |
| 1939 | ф   | Ник Картер, детектив                        | Nick Carter, Master Detective        | Эд, первый пострадавший рабочий (в титрах не указан) |
| 1940 | ф   | Я возьму эту женщину                        | Take This Woman                      | Тед Фентон                                           |
| 1940 | ф   | Призрак приходит домой                      | The Ghost Comes Home                 | «Спиг»                                               |
| 1940 | кор | Глуп на фунт                                | Pound Foolish                        | криминальный репортёр MGM (в титрах не указан)       |
| 1940 | ф   | Северо-западный проход                      | Northwest Passage                    | Ричард Таун (в титрах не указан)                     |
| 1940 | ф   | Сьюзен и бог                                | Susan and God                        | театральный вышибала (в титрах не указан)            |
| 1940 | ф   | Мы, которые молоды                          | We Who Are Young                     | клерк, оформляющий пропуск (в титрах не указан)      |
| 1940 | ф   | Играйте, музыканты                          | Strike Up the Band                   | Чарли (в титрах не указан)                           |
| 1941 | ф   | Ты тот единственный                         | You're the One                       | Тони Делмар                                          |
| 1941 | ф   | Пикирование                                 | Power Dive                           | Даг Фаррелл                                          |
| 1941 | ф   | Мировая премьера                            | World Premiere                       | Джо Бимис                                            |
| 1942 | ф   | Тумстон: город слишком суров, чтобы умереть | Tombstone: The Town Too Tough to Die | Джонни Дуэйн                                         |
| 1942 | ф   | Звездно-полосатый ритм                      | Star Spangled Rhythm                 | работник (в титрах не указан)                        |
| 1942 | ф   | Остров Уэйк                                 | Wake Island                          | рядовой Канкл (в титрах не указан)                   |
| 1943 | кор | Три кадета                                  | Three Cadets                         | кадет в изоляторе (в титрах не указан)               |
| 1946 | ф   | В поисках ветра                             | The Searching Wind                   | Дэвид                                                |
| 1947 | ф   | Маяк                                        | Lighthouse                           | Сэм Уэллс                                            |
| 1947 | ф   | Рождённый для скорости                      | Born to Speed                        | Майк Конрой                                          |
| 1947 | ф   | Семеро были спасены                         | Seven Were Saved                     | лейтенант Пит Стюрдевант                             |
| 1947 | ф   | Виновный                                    | The Guilty                           | Майк Карр                                            |
| 1947 | ф   | Прилив                                      | High Tide                            | Тим «Т.М.» Слейд                                     |
| 1947 | ф   | Невидимая стена                             | The Invisible Wall                   | Гарри Лейн                                           |
| 1947 | ф   | Розы красные                                | Roses Are Red                        | Роберт А. Торн / Дон Карни                           |
| 1948 | ф   | Опасные воды                                | Perilous Waters                      | Уилли Хантер                                         |
| 1948 | ф   | Мадонна пустыни                             | Madonna of the Desert                | Джо Салинас                                          |
| 1948 | ф   | Кто убил доктора Роббина                    | Who Killed Doc Robbin?               | Джордж, адвокат                                      |
| 1948 | ф   | Я бы не хотел оказаться в твоей шкуре       | I Wouldn't Be in Your Shoes          | Томас Джей «Том» Куинн                               |
| 1948 | ф   | Напасть на золотую жилу                     | Strike It Rich                       | Уиллиам «Текс» Уоррен                                |
| 1948 | кор | Сувениры смерти                             | Souvenirs of Death                   | папа Джонни (в титрах не указан)                     |
| 1949 | ф   | Давка                                       | Stampede                             | Тим Макколл                                          |
| 1950 | ф   | Механизированный патруль                    | Motor Patrol                         | офицер Кен Фостер                                    |
| 1950 | с   | Серебряный театр                            | The Silver Theatre                   | Билл Барнс (1 эпизод)                                |
| 1951 | с   | Театр Бигелоу                               | The Bigelow Theatre                  | Билл Барнс (1 эпизод)                                |
| 1957 | ф   | Большая земля                               | The Big Land                         | Том Дрейпер                                          |
| 1957 | ф   | Перестрелка у корраля О-Кей                 | Gunfight at the O.K. Corral          | пьяный ковбой                                        |